# Huawei Watch
 Huawei Watch là dòng đồng hồ thông minh dựa trên Wear OS do Huawei phát triển. Nó được công bố tại Triển lãm di động toàn cầu vào ngày 1 tháng 3 năm 2015 và ra mắt chính thức tại Triển lãm Quốc tế Funkausstellung Berlin vào ngày 2 tháng 9 năm 2015. Đây là chiếc đồng hồ thông minh đầu tiên do Huawei sản xuất.

## Phần cứng
Dạng thức của Huawei Watch dựa trên thiết kế vòng tròn của đồng hồ truyền thống, với màn hình AMOLED 42 mm (1,4 inch). Độ phân giải của màn hình là 400 x 400 pixel và 285,7 ppi. Khung đồng hồ bằng thép không gỉ 316L, được phủ lớp kính tinh thể sapphire ở mặt trước và có sáu mẫu khác nhau: loại bọc da màu đen, loại có vòng nối bằng thép, loại làm bằng thép không gỉ, loại có vòng mạ đen, loại làm bằng da cá sấu màu nâu và loại có vòng nối mạ vàng hình hoa hồng.
Chiếc đồng hồ sử dụng bộ vi xử lý Qualcomm Snapdragon 400 với tốc độ xử lý 1,2 GHz. Tất cả các phiên bản của Huawei Watch đều có RAM 512MB và bộ nhớ trong 4GB, cùng với con quay hồi chuyển, gia tốc kế, động cơ rung và cảm biến nhịp tim. Ngoài ra, nó còn hỗ trợ WiFi và Bluetooth 4.1 LE. Tuy nhiên, chiếc đồng hồ này không hỗ trợ định vị GPS. Đồng hồ sử dụng đế sạc từ tính, thời lượng pin tối đa có thể sử dụng là một ngày rưỡi.

## Phần mềm
Đồng hồ này được cài đặt sẵn hệ điều hành Wear OS và hoạt động trên các thiết bị có sử dụng hệ điều hành iOS (phiên bản từ 8.2 trở lên) và Android (phiên bản 4.3 trở lên). Nó cũng hỗ trợ nhận dạng giọng nói của Google Now đồng thời tương thích với Wear OS. Chiếc đồng hồ này có thể nhận cuộc gọi, tin nhắn và email.

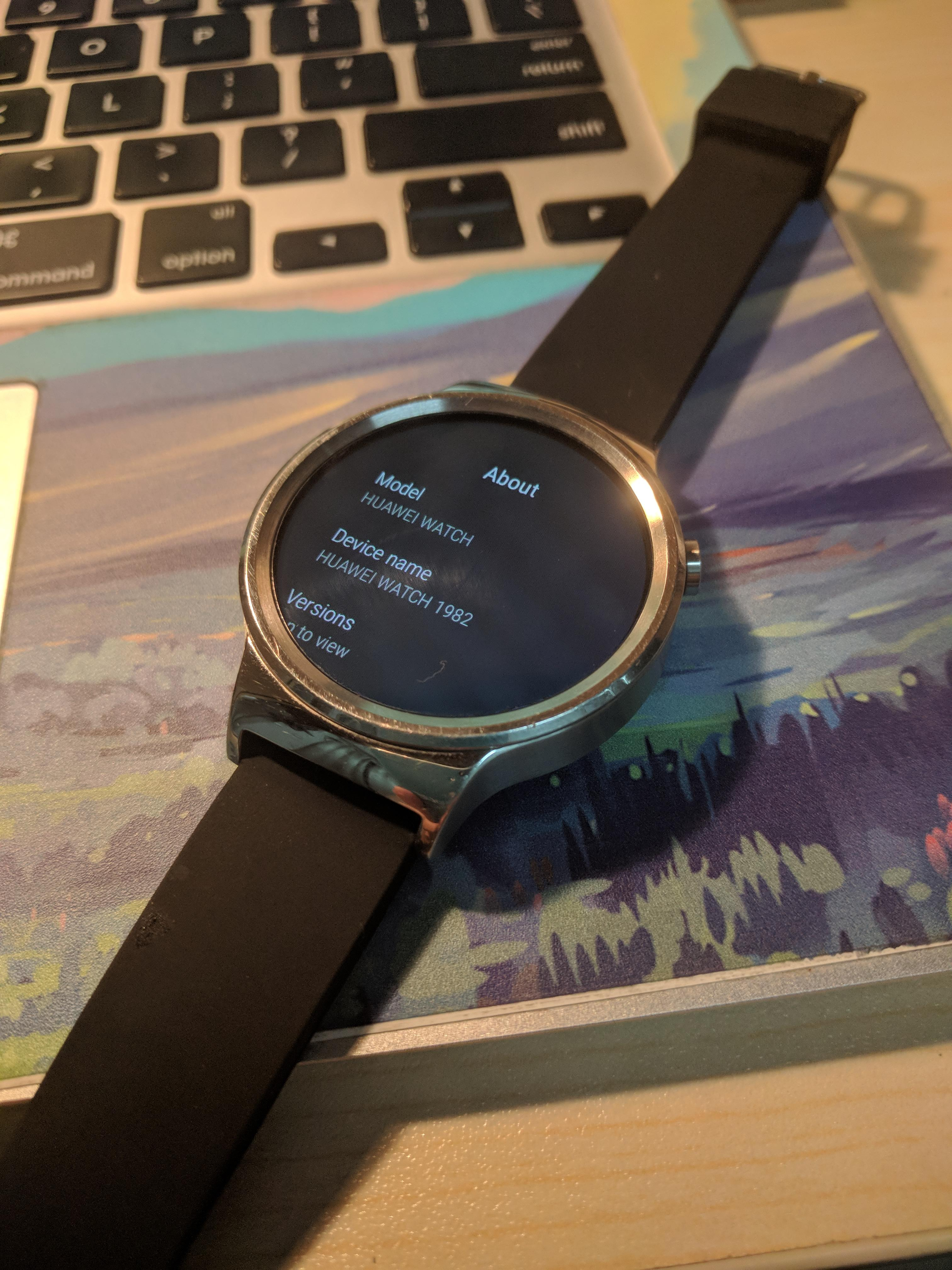
Huawei Watch chạy Wear OS 2.15

## Tiếp nhận
Trong bài đánh giá của TechFast, Chris Martin đã viết "đây là một chiếc đồng hồ thông minh có vẻ ngoài tuyệt vời, mặc dù nó khá lớn. Thông số kỹ thuật phù hợp với các đồng hồ thông minh chạy hệ điều hành Android Wear khác nhưng thời lượng pin ngắn khiến chúng ta khá lo lắng". Chủ tịch Huawei Hoa Kỳ Hứa Chí Cường cho biết "Nó (Huawei Watch) là hiện thân cho di sản đổi mới công nghệ của Huawei, chạy theo thiết kế sang trọng đồng thời tích hợp các chức năng hữu ích mà chúng tôi cố gắng phát triển trong mỗi sản phẩm." Phandroid cho biết "đây là đồng hồ thông minh chạy hệ điều hành Android Wear đẳng cấp nhất hiện có".

## Huawei Watch GT 2e
Vào tháng 3 năm 2020, Huawei đã công bố một chiếc đồng hồ thông minh mới mang tên Huawei Watch GT 2e, dự kiến sẽ ra mắt tại Ấn Độ vào tháng 5 năm 2020. Chiếc đồng hồ thông minh mới này sẽ có màn hình cảm ứng AMOLED 1,39 inch với độ phân giải 454x454p. Nó cũng được tích hợp chipset Kirin A1 do Huawei phát triển cùng với hệ thống định vị GPS, đi kèm với âm thanh Bluetooth tích hợp 4GB bộ nhớ. Phần mềm được tích hợp sẵn cũng có thể hỗ trợ hơn 100 môn thể thao cùng bài tập khác nhau. Ngoài ra, chiếc đồng hồ này còn có tính năng theo dõi độ bão hòa oxy với cảm biến SpO2, giúp người dùng tính toán tốc độ tiêu thụ oxy tối đa.